# Klemetti-institutet
Klemetti-institutet (finska: Klemetti-Opisto) är det gemensamma namnet för olika musikkurser som arrangeras vid folkhögskolan i Orivesi (finska: Oriveden Opisto). Kurserna har arrangerats sedan år 1952. Kurserna omfattar ungdomsorkesterverksamhet, kurser i röst- och tonbildning, körledarutbildning och kurser för körsångare. Inom ramen för institutet har det skapats två etablerade körer, Klemetti-institutets kammarkör (finska: Klemetti-Opiston kamarikuoro) och Klemetti-institutets damkör (finska: Klemetti-Opiston Naiskuoro). Institutet är uppkallat efter den kända finländska körpedagogen Heikki Klemetti.
Klemetti-institutets kammarkör grundades av Harald Andersén år 1959. Som dirigent efterträddes Andersén år 1982 av Kaj-Erik Gustafsson som i sin tur efterträddes år 1989 av Paul Hillier som stannade kvar till år 1992. Därefter dirigerades kören i över ett årtionde av Matti Hyökki. Körens nuvarande dirigent är sedan år 2005 Heikki Liimola.
Klemetti-institutets damkör (KLONK) grundades år 1983 på initiativ av tonsättaren Jukka Kankainen. Till körens första dirigent kallades Lena von Bonsdorff. Sedan år 1988 har damkören letts av Marjukka Riihimäki.